# 天津久安商业银行大楼
天津久安商业银行大楼是久安商业银行在中国天津建造的分行大楼。选址在天津英租界的主要街道维多利亚道（今解放北路94-96号），作为天津租界时代留存下来的重要建筑之一，该建筑目前是一般保护等级历史风貌建筑。